# کلارنس (نیویورک)
کلارنس (به انگلیسی: Clarence) یک منطقهٔ مسکونی در ایالات متحده آمریکا است که در نیویورک واقع شده‌است. کلارنس ۱۳۸٫۹۰ کیلومتر مربع مساحت و ۳۰٬۶۵۴ نفر جمعیت دارد و ۲۲۴٫۰۳ متر بالاتر از سطح دریا واقع شده‌است.